# سن میکله تیوره
سن میکله تیوره (به ایتالیایی: San Michele Tiorre) یک منطقهٔ مسکونی در ایتالیا است که در فلینو واقع شده‌است. سن میکله تیوره ۱٬۴۹۵ نفر جمعیت دارد و ۱۸۶ متر بالاتر از سطح دریا واقع شده‌است.